# Бурлаков, Марк Семёнович
Марк Семёнович Бурлаков (29.12.1904, с. Зорин, Киевская губерния — ? (не ранее 1985)) — советский и партийный деятель, председатель Новосибирского облисполкома (1939—1940). Член РКП(б) с 1928 г.
В 1926—1927 гг. — слушатель рабфака Киевского сельскохозяйственного института. В 1927—1928 гг. служил в РККА. В 1928—1935 гг. студент Московского горного института. С 1935 по декабрь 1937 гг. — инженер-экономист, руководитель планово-производственной группы, старший преподаватель школы мастеров треста «Кузбассуголь», преподаватель политической экономии горного техникума (г. Прокопьевск Западно-Сибирского края).
С декабря 1937 по апрель 1939 г. — председатель Новосибирской областной плановой комиссии. С 4 марта 1939 по 10 января 1940 г. председатель Новосибирского облисполкома.
В 1941—1943 гг. служил в РККА (289 сд), батальонный комиссар, майор. затем до 06.06.1945 работал в государственной плановой комиссии СНК.
В июле-ноябре 1946 г. работал в Министерстве государственного контроля СССР.
Награждён орденом Отечественной войны II степени (06.04.1985), медалями «За победу над Германией в Великой Отечественной войне 1941—1945 гг.», «За оборону Советского Заполярья».